# Lankanectes corrugatus
Genre
Espèce
Synonymes
- Rana corrugata Peters, 1863

Statut de conservation UICN

 LC  : Préoccupation mineure
Lankanectes corrugatus, unique représentant du genre Lankanectes, est une espèce d'amphibiens de la famille des Nyctibatrachidae.

## Répartition
Cette espèce est endémique du centre-Sud-Ouest du Sri Lanka. Elle se rencontre entre 60 et 1 525 m d'altitude,. 

## Description
Lankanectes corrugatus mesure 35 mm pour les mâles et jusqu'à 71 mm pour les femelles. Sa face dorsale est brune ou brun-orangé avec des taches noires. Une barre transversale jaune est visible entre les yeux. Ses membres présentent parfois des rayures noires. Sa face ventrale est blanche ou crème parsemé de brun et ce essentiellement au niveau de sa gorge et de ses membres. Certains individus présentent une bande longitudinale blanche ou jaune-orangé.

## Publications originales
- Dubois & Ohler, 2001 : A new genus for an aquatic ranid (Amphibia, Anura) from Sri Lanka. Alytes, vol. 19, p. 81-106.
- Peters, 1863 : Über eine neue Schlangengattung, Styporhynchus, und verschiedene andere Amphibien des zoologischen Museums. Monatsberichte der Königlich Preussischen Akademie der Wissenschaften zu Berlin, vol. 1863, p. 399-413 (texte intégral).